# 小諸キネマ
小諸キネマ（こもろキネマ）は、長野県小諸市にあった映画館。1920年（大正9年）に鶴巻館（つるまきかん）として開館し、1926年（大正15年）頃に小諸キネマに改称、1985年（昭和60年）頃に閉館した。小諸キネマ倶楽部（こもろキネマくらぶ）とも。小諸における「娯楽の殿堂」とされる。

## 歴史

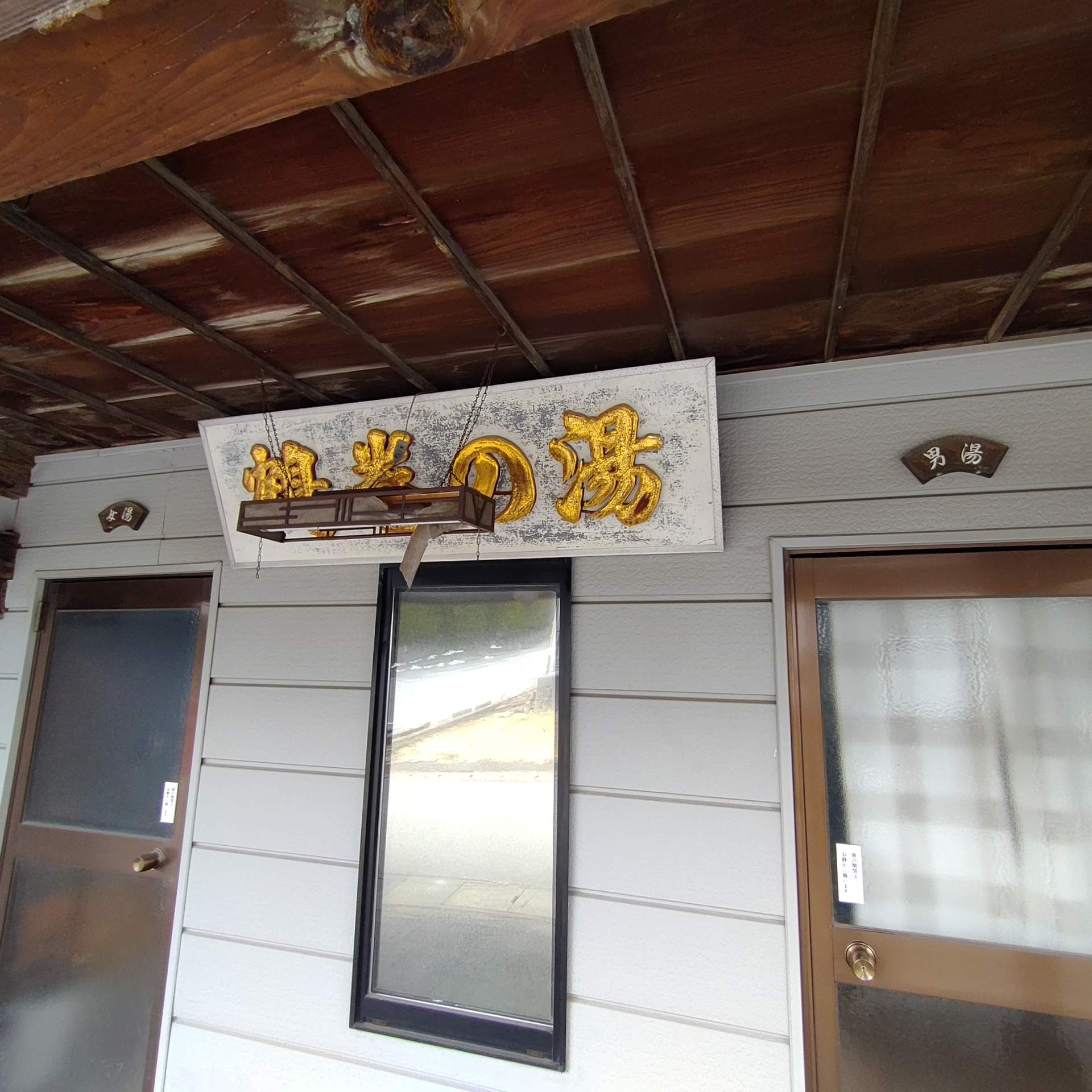
鶴巻の湯
小諸市鶴巻にあった小宮山荘助が開いた銭湯

北佐久郡小諸町で小宮山鍛冶鉄工所を経営していた小宮山荘助は、1914年（大正3年）に鶴巻の田圃で湧水を掘り当て、鉄工所の向かいに銭湯「鶴巻鉱泉」（現在の「鶴巻の湯」）を開いて地元民に供した。1916年（大正5年）には周辺の道路を拡張し、1920年（大正9年）には株式会社鶴巻館を設立して映画館の鶴巻館を開館させた。1924年（大正13年）版の『全国映画館便覧』によると、鶴巻館は同時期の長野県にあった23館の映画館のひとつだった。大正時代から鶴巻は料理屋が何軒も建ち並ぶ歓楽街だった。
その後株式会社鶴巻館は解散したが、志村歌次郎が運営を引き継いで鶴巻演芸館と改称した。小諸キネマと改称したのは1926年（大正15年）頃であるとされる。1930年（昭和5年）には建物を改築し、昭和時代には松竹系の映画館として営業された。1930年の『日本映画事業総覧』によると、同時期の長野県には28館の映画館があり、その内訳は長野市4館、松本市5館、上田市2館、郡部17館だった。北佐久郡にある映画館は小諸キネマだけだった。
| 映画最盛期の北佐久郡の映画館 | 映画最盛期の北佐久郡の映画館 | 映画最盛期の北佐久郡の映画館 | 映画最盛期の北佐久郡の映画館 |
| 1953年                       | 1953年                       | 1960年                       | 1960年                       |
| 館名                         | 自治体                       | 館名                         | 自治体                       |
| ---------------------------- | ---------------------------- | ---------------------------- | ---------------------------- |
| 小諸キネマ                   | 小諸町                       | 小諸キネマ                   | 小諸市                       |
| 小諸中央映画劇場             | 小諸町                       | 中央映画劇場                 | 小諸市                       |
| 軽井沢会館                   | 軽井沢町                     | 軽井沢映画劇場               | 軽井沢町                     |
| 沓掛文化会館                 | 軽井沢町                     | 沓掛文化会館                 | 軽井沢町                     |
| 御代田劇場                   | 御代田村                     | 御代田劇場                   | 御代田町                     |
| 川西座                       | 本牧村                       | 川西座                       | 望月町                       |
| 岩村田劇場                   | 岩村田町                     | 岩村田劇場                   | 浅間町                       |
| 岩村田キネマ                 | 岩村田町                     | ロマンス座                   | 浅間町                       |
| 蓼科劇場                     | 三都和村                     |                              |                              |

1950年（昭和25年）には小諸町2館目の映画館として小諸中央映画劇場が開館している。1953年（昭和28年）の『全国映画館総覧』によると、同時期の長野県には80館の映画館があり、北佐久郡には小諸キネマと小諸中央映画劇場を含めて9館があった。1955年（昭和30年）の『全国映画館総覧』によると、同時期には松竹と大映の作品を上映しており、収容人員は450人の小諸中央映画劇場よりも多い680人だった。
1957年（昭和32年）には『大忠臣蔵』（大曽根辰夫監督・市川猿之助主演）の宣伝ビラの裏側に百円札そっくりの印刷を施したり、『二等兵物語』シリーズの上映の際には「召集令状」を模した宣伝ビラを各戸に配布するなど、小諸キネマはユニークな宣伝方法で知られた。『大忠臣蔵』上映時の同時上映作品は『狂った関係』（日活肉体シリーズ）であり、入場料は大人120円だった。

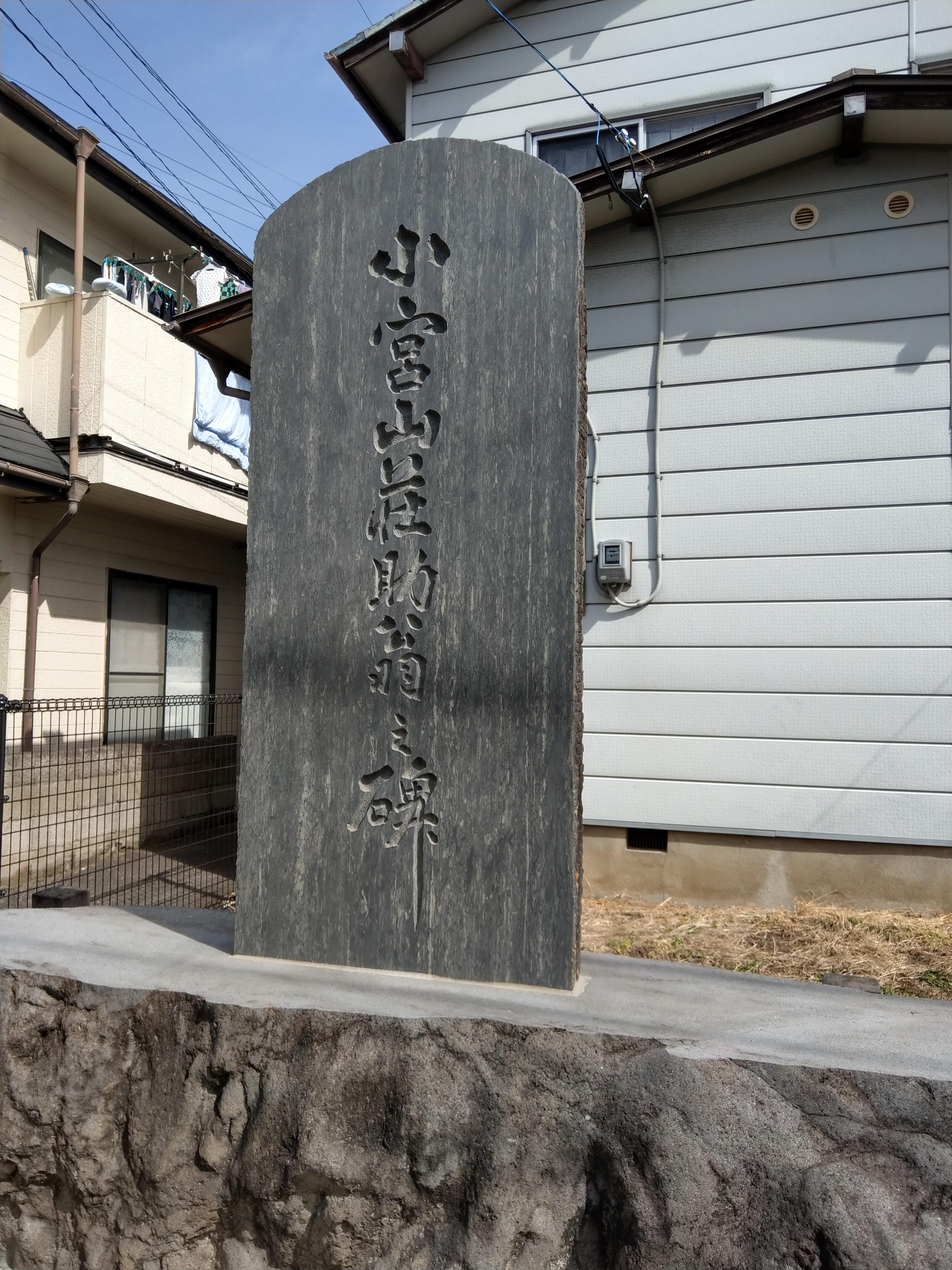
キネマ跡地近くに建てられた創設者小宮山荘助の顕彰碑

1980年（昭和55年）の『映画館名簿』によると、同時期の長野県には51館の映画館があったが、北佐久郡域の映画館は小諸市の小諸キネマと小諸中央映画劇場、望月町の望月川西座の3館のみだった。小諸キネマは1985年（昭和60年）頃に閉館した。1993年（平成5年）には小諸中央映画劇場も閉館し、これによって小諸市から映画館がなくなった。